# Anna Renzi
Anna Renzi   (Roma, c. 1620 - segle XVII (>1661)) va ser una soprano italiana coneguda per la seva capacitat d'actuació i per la seva veu, que ha estat descrita com la primera diva de la història de l'òpera.

## Carrera
Nascuda a Roma, Anna Renzi va debutar el 1640 al Palazzo Pallavicini-Rospigliosi de l'ambaixador francès, en presència del cardenal Richelieu, com Lucinda a Il favorito del principi (música perduda) d'Ottaviano Castelli i el jove compositor Filiberto Laurenzi que va continuar exercint com a professora i/o acompanyant en els anys posteriors. El 1641 va fer el seu sensacional debut venecià com a Deidamia, el paper principal de La finta pazza de Giulio Strozzi, Alessandro Leardini i Francesco Sacrati, que va inaugurar el Teatro Novissimo, els conjunts dissenyats pel cèlebre escenògraf Giacomo Torelli. El 1642 va crear Archimene (probablement duplicant-se com Venere) a Il Bellerofonte (música perduda) de Vincenzo Nolfi i Sacrati al Novissimo, i el mateix any Orazio Tarditi li va dedicar una col·lecció de canzoneta de dues i tres parts, que són testimoni de la seva fama.
El 1643 va crear dos papers al "Teatre Santi Giovanni e Paolo": Aretusa, el paper principal de La finta savia; la música sobreviu a fragments) de Strozzi i Laurenzi, i Ottavia a L'incoronazione di Poppea, llibret de Giovanni Francesco Busenello i música de Claudio Monteverdi, en què també és probable que hagi creat parts de La Virtù i Drusilla. El 1644 va tornar al Novissimo, creant el títol de La Deidamia (música perduda) per Scipione Herrico i un compositor desconegut (possiblement Laurenzi). El mateix any va ser objecte de Le glorie della signora Anna Renzi romana, una col·lecció d'encomis editada per Strozzi, que dona una impressió viva de les seves característiques com a intèrpret i del seu efecte en el públic. El 1645 va cantar a Ercole in Lidia (música perduda) per Maiolino Bisaccioni i Giovanni Rovetta al mateix teatre, probablement els papers de Giunone i Fillide. El mateix any es va elaborar un contracte matrimonial entre Renzi i el violinista romà Roberto Sabbatini, però no hi ha proves que les nupcials hagin tingut lloc mai.
Després de la clausura del Novissimo, Renzi, que era la cantant més famosa i més ben pagada de l'època, es va dirigir a Santi Giovanni e Paolo. El 1646 probablement va cantar allà com Poppea, el 1648 va crear el paper (probablement doblant com a Villanella) a La Torilda (música perduda) de Pietro Paolo Bissari i un compositor desconegut (possiblement Francesco Cavalli) i, segons sembla, el 1649 va crear el paper en Argiope (música perduda) de Giovanni Battista Fusconi i Alessandro Leardini. El 1650 va cantar a La Deidamia a Florència i el 1652 pot haver creat el paper de Cleòpatra (probablement doblant com Venere al pròleg) a Il Cesare amante (música perduda) de Dario Varotari el Jove i Antonio Cesti al Santi Giovanni i Paolo. El 1653 sembla haver cantat a La Torilda i Il Cesare amante a Gènova, i el 1654 va cantar en un renaixement d'aquesta última òpera (va retratar La Cleopatra, potser en honor seu) al teatre de la cort d'Innsbruck. El 1655 va tornar a Venècia, aparentment creant el paper principal (probablement duplicant-se com a Giunone) a L'Eupatra (música perduda) de Giovanni Faustini i Pietro Andrea Ziani al "Teatro Sant 'Apollinare". Més tard aquell any, va crear el paper de Dorisbe a L'Argia de Giovanni Filippo Apolloni i Cesti a Innsbruck: una òpera encarregada per Ferran Carles d'Habsburg, en la celebració de la conversió al catolicisme de Cristina, reina de Suècia, que va restar molt satisfet amb l'actuació de la Renzi. El 1657, Renzi es va acomiadar dels escenaris com Damira (probablement doblant com a Giunone al pròleg) a Le fortune di Rodope e Damira, d'Aurelio Aureli i Ziani, a Sant Apollinare. La darrera referència coneguda a ella prové del 1660.

## Renzi com a intèrpret
Els compositors tendien a aprofitar al màxim la veu de Renzi, que abastava des de la mitja C fins a la plana B alta i els quatre entorns no muntanyencs supervivents de papers escrits per a ella (per Sacrati, Laurenzi, Cesti i Ziani) es caracteritzen per forts contrastos dramàtics, emocionals i estilístics, probablement dissenyats per mostrar el seu estrany domini dels mitjans vocals i expressius. La majoria dels tretze papers principals que va cantar i que probablement van ser escrits amb els seus regals especials en ment, presenten violentes juxtaposicions d'escenes i estats d'ànim còmics i tràgics, i sovint comporten disfresses (a La Deidamia una princesa lamentable es disfressa a si mateixa) com a jove encantadora; a Argiope, L'Eupatra i Le fortune di Rodope e Damira, una princesa o una reina esquifida, es disfressa d'enginyosa pastora), o d'altres formes d'enganys, com ara la simplicitat fingida (Il favorito del principe i Il Bellerofonte), una bogeria fingida (La finta pazza, L'Eupatra) i Le fortune di Rodope e Damira), la pietat fingida (La finta savia) o l'amor amorós (L'Argia). Schneider sosté que Renzi gairebé no s'hauria pogut conformar de cantar només el paper d'Ottavia a Poppea, que és la meitat de la mida de qualsevol altre paper escrit per a ella, no té cap sentit de la comèdia, és uniforme dramàticament i emocionalment, es fixa exclusivament en recitatiu i explora principalment el rang inferior de la seva veu i, per tant, suggereix que Ottavia i Drusilla potser ha estat escrit per a ella com una part virtuosa de canvi ràpid. Strozzi va descriure el seu art de la següent manera en 1644:
| « | <"L'acció que dona ànima, esperit i existència a les coses s'ha de regir pels moviments del cos, per gestos, per la cara i per la veu, alçant-lo ara, baixant-lo, enfadant-se i tornant immediatament tranquils; de vegades parlant amb pressa, d'altres lentament, movent el cos ara en una, ara en una altra direcció, atraient-se als braços i allargant-los, rient i plorant, ara amb poc, ara amb molta agitació de les mans. La nostra Signora Anna està dotada d'una expressió tan realista que les seves respostes i discursos semblen no memoritzats, però nascuts en el mateix moment. En resum, es transforma completament en la persona que representa, i sembla ara una Tàlia plena d'estudiants còmics, ara un Melpòmene ric en majestuositat tràgica." | » |